# Jack Ramsay
Dr. John T. Ramsay (Filadelfia, Pensilvania, 21 de febrero de 1925 − Naples, Florida, 28 de abril de 2014) fue un entrenador de baloncesto que durante 21 temporadas dirigió equipos de la liga profesional NBA.

## Sus inicios
Después de entrenar en high school y en diversas ligas menores durante los años de postguerra, llegó a ser entrenador principal de la universidad de la que salió, Saint Joseph's, en el año 1955. En su primera temporada llevó a su equipo a ganar el Philadelphia Big 5, una competición no oficial entre las universidades de Filadelfia, y consiguió que por primera vez participara en un torneo de postemporada, en el National Invitation Tournament (NIT).
Ramsey permaneció allí hasta 1966, ganando el Big 5 en seis ocasiones más, y llevando al equipo en 10 ocasiones a torneos de postemporada.

## NBA
Inmediatamente después de dejar Saint Joseph's, fue contratado como mánager general de los Philadelphia 76ers, los cuales ganaron ese año el campeonato con Ramsay en el despacho. En 1968 se convirtió en el entrenador jefe de los Sixers, puesto que ocupó durante 4 temporadas, llevando en 3 de ellas al equipo a los playoffs. Tras la temporada 1971-72, firmó con los Buffalo Braves, donde su trayectoria fue un calco a la de Filadelfia: 4 años, tres presencias en playoffs.

### Portland Trail Blazers
Su siguiente etapa en la NBA fue la más conocida de todas, al recalar en Portland Trail Blazers. Hasta su llegada, en la temporada 1976-77, los Blazers no habían conseguido meterse en los playoffs ni tan siquiera acabar una temporada con un balance de victorias-derrotas positivo en sus 6 años de historia. Sin embargo su llegada coincidió con una renovación de la plantilla, rejuvenecida con sus elecciones en el draft, liderados por Bill Walton, y beneficiados por el Draft de Dispersión de la ABA, donde escogieron al rocoso alero Maurice Lucas. En su primera temporada, Ramsay llevó a su equipo a su único título de campeón de la NBA hasta la fecha.
En la temporada 1977-78, tras un espectacular arranque ganando 50 de sus primeros 60 partidos de temporada regular, y cuando todo el mundo les daba como favoritos para repetir título, su estrella Bill Walton se rompió el pie, primera de una interminable lista de lesiones que condicionaron su carrera, justo en la temporada en que sería nombrado MVP de la NBA. Ramsey continuó en Portland hasta la temporada 1985-86 con un buen nivel, pero sin llegar a acercarse a las exitosas campañas de sus inicios en Oregón. Llegó incluso a dirigir a la Conferencia Oeste en el All Star Game de 1978.
A comienzos de la temporada 1986-87 se hace cargo de los Indiana Pacers, con quienes estaría 2 temporadas antes de retirarse, en el año 1988. En ese momento, figuraba en segundo lugar en la lista histórica de entrenadores de la NBA con más victorias, justo detrás del mítico Red Auerbach.

## Logros personales
- Campeón de la NBA en 1977.
- All Star como entrenador en 1978.
- Elegido para el Basketball Hall of Fame en 1992.
- Los 10 mejores entrenadores de la historia de la NBA (1996)
- Los 15 mejores entrenadores de la historia de la NBA (2022)